# Bring It All To Me
«Bring It All to Me» es una canción R&B con influencias pop. Se lanzó en 1999 por el trío americano, Blaque con JC Chasez. "Bring It All To Me", fue lanzada cómo segundo sencillo del álbum de Blaque. La versión original, fue emitida en la radio, mientras la versión alternativa, con sólo las chicas fue usada para el video musical. La canción tuvo éxito en los Estados Unidos.

## Listado
- «Bring It All to Me» (main version) - 3:46
- «Bring It All to Me» (remix) featuring 50 Cent - 4:09
- «Bring It All to Me» (Triple Thread Mix) featuring Freejazzyglaze - 4:31
- «Bring It All to Me» (remix instrumental) - 4:12

## Posicionamiento
| Listas (1999)                                                                  | Posición |
| ------------------------------------------------------------------------------ | -------- |
| U.S. Billboard Hot 100                                                         | 5        |
| U.S. Rhythmic Airplay Chart\|Rhythmic Top 40                                   | 1        |
| US Billboard Hot R&B/Hip-Hop Songs                                             | 15       |
| New Zealand Recording Industry Association of New Zealand\|RIANZ Singles Chart | 16       |
| MegaCharts\|Dutch Singles Chart                                                | 51       |
| Swiss Singles Chart                                                            | 57       |